# Оручлу
Оручлу (на турски: Oruçlu) е село в Източна Тракия, Турция, вилает Лозенград.

## География
Селото се намира на 10 км северно от Бабаески.

## История
В XIX век Оручлу е малко село в Бабаескийската кааза на Одринския вилает на Османската империя. Според „Етнография на вилаетите Адрианопол, Монастир и Салоника“, издадена в Константинопол в 1878 година и отразяваща статистиката на населението от 1873, Уручли (Ouroutchly) е село с 14 домакинства и 45 жители мюсюлмани.